# Бижу, Кэролайн
Кэролайн Бижу (англ. Caroline Bijoux; род. в 1976 году) — южноафриканская шахматистка.

## Биография
В начале 1990-х годов Кэролайн Бижу была одной из ведущих шахматисток Южной Африки. Она участвовала в юношеских чемпионатов мира по шахматам в возрастной группе до 16 лет (1992), в возрастной группе до 18 лет (1994) и в возрастной группе до 20 лет (1995). В 1993 году она участвовала в межзональном турнире по шахматам среди женщин в Джакарте, где заняла 39-е место.
С начала 2000-х годов она редко принимает участие в шахматных турнирах.